# Белки (горные вершины)

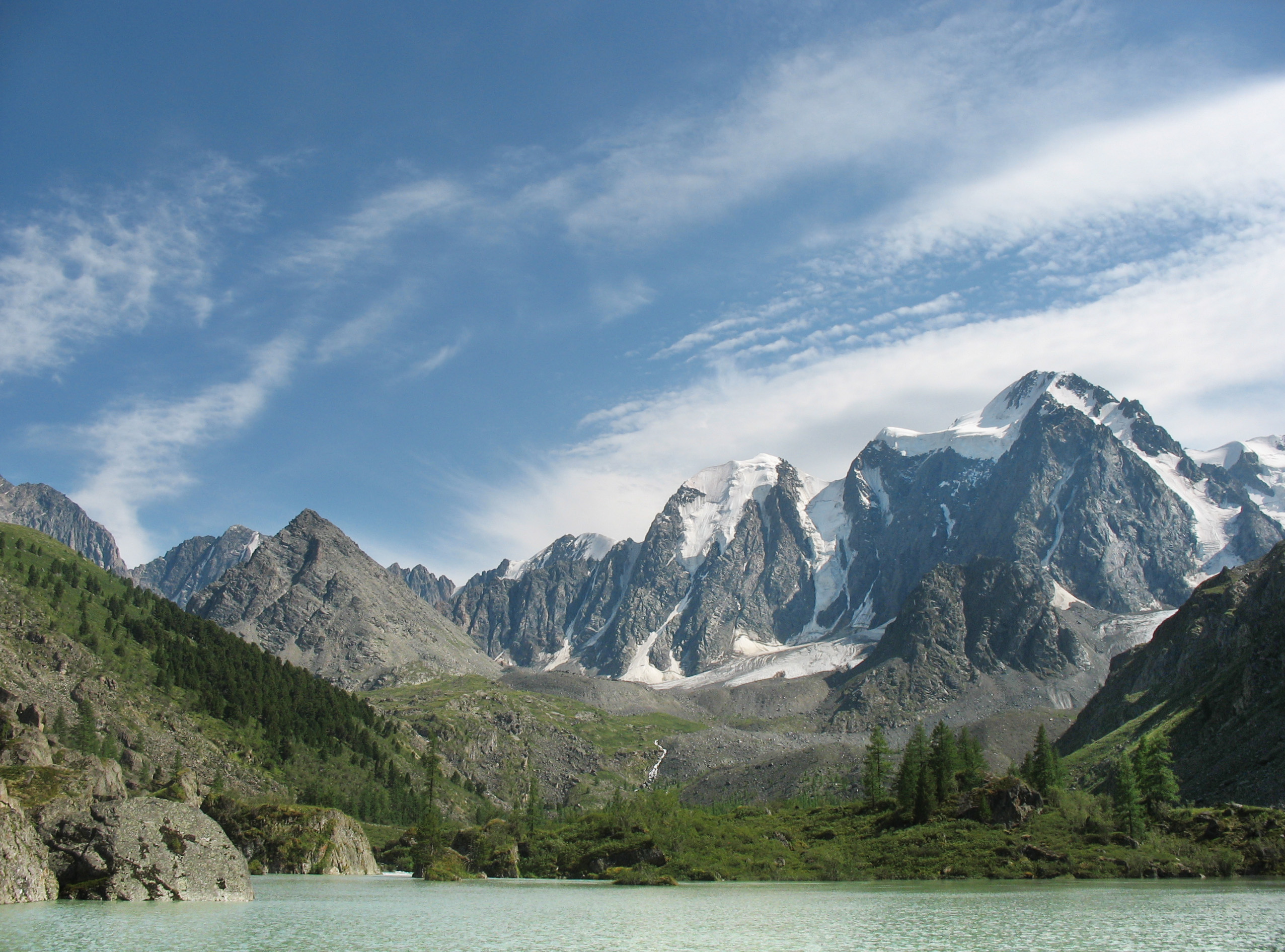
Чуйские белки

Белки́, также бельцы, белогорье, снеговые горы (хак. тасхыл) — название некоторых заснеженных и в летнее время горных вершин в Сибири, преимущественно на Алтае и в Восточном Саяне. Заснеженная часть поднимается выше верхней границы леса, кроме того, белками называют остаточные пятна снега на горных вершинах.
Белками либо гольцами, являются характерные для Алтая обособленные возвышенности с уплощёнными вершинами, которые значительную часть года покрыты снежниками. 
Известны Агульские, Айгулакские, Каракольские, Катунские, Куминские, Теректинские, Тигерецкие, Чуйские белки, а также Канское Белогорье и Манское Белогорье. Ранее были известны также Коргонские, Бащелакские, Чарышские, Убинские, Ульбинские, Холзунские, Тургусунские, Нарымские, Курчумские белки.

## В культуре
В стихотворении «Белки» поэт Георгий Вяткин писал:
Что горит на заре, как кровавый рубин,
Над просторами гор и долин?
Хан-Алтай, не белки ли твои?
Что сияет в горячий полуденный час,
Как огромный, бесцветный алмаз?
Хан-Алтай, не белки ли твои?Георгий Вяткин